# Sauvigney-lès-Pesmes
Sauvigney-lès-Pesmes ist eine Gemeinde im französischen Département Haute-Saône in der Region Bourgogne-Franche-Comté.

## Geographie
Sauvigney-lès-Pesmes liegt auf einer Höhe von 204 m über dem Meeresspiegel, drei Kilometer nördlich von Pesmes und etwa 35 Kilometer westlich der Stadt Besançon (Luftlinie). Das Dorf erstreckt sich im Süden des Départements, in der Saôneebene am Dorfbach Bief Rouge nördlich der Talebene des Ognon, am Südrand des Gros Bois.
Die Fläche des 6,35 km² großen Gemeindegebiets umfasst einen Abschnitt des unteren Ognon-Tals. Der zentrale Teil des Gebietes wird von der Niederung des Bief Rouge eingenommen, der für die Entwässerung nach Südwesten zum Ognon sorgt. Von der Alluvialebene, die durchschnittlich auf 195 m liegt und überwiegend landwirtschaftlich genutzt wird, erstreckt sich das Gemeindeareal nordwärts auf das rund 20 m höher gelegene Plateau. Dieses wird vom ausgedehnten Forst des Gros Bois eingenommen. Mit 234 m wird auf einer Anhöhe östlich des Dorfes die höchste Erhebung von Sauvigney-lès-Pesmes erreicht.
Nachbargemeinden von Sauvigney-lès-Pesmes sind Chevigney im Norden, Pesmes im Osten und Süden sowie Broye-Aubigney-Montseugny im Westen.

## Geschichte
Im Mittelalter gehörte Sauvigney zur Freigrafschaft Burgund und darin zum Gebiet des Bailliage d’Amont. Die lokale Herrschaft hatten die Herren von Pesmes inne. Kirchlich unterstand Sauvigney der Johanniterkommende von Montseugny. Zusammen mit der Franche-Comté gelangte das Dorf mit dem Frieden von Nimwegen 1678 definitiv an Frankreich. Im 17. und 18. Jahrhundert wurde hier ein Hochofen betrieben. Heute ist Sauvigney-lès-Pesmes Mitglied des 18 Ortschaften umfassenden Gemeindeverbandes Communauté de communes du Val de Pesmes.

## Sehenswürdigkeiten
Die Dorfkirche von Sauvigney-lès-Pesmes wurde 1777 neu erbaut.

## Bevölkerung
| Jahr                       | 1962 | 1968 | 1975 | 1982 | 1990 | 1999 |
| Einwohner                  | 233  | 202  | 169  | 139  | 134  | 153  |
| Quellen: Cassini und INSEE |      |      |      |      |      |      |

Mit 172 Einwohnern (2006) gehört Sauvigney-lès-Pesmes zu den kleinen Gemeinden des Département Haute-Saône. Nachdem die Einwohnerzahl in der ersten Hälfte des 20. Jahrhunderts stets im Bereich zwischen 160 und 240 Personen gelegen hatte, wurde vor allem während der 1970er Jahre ein deutlicher Bevölkerungsrückgang verzeichnet. In den letzten Jahren wurde jedoch wieder ein leichtes Bevölkerungswachstum beobachtet.

## Wirtschaft und Infrastruktur
Sauvigney-lès-Pesmes war bis weit ins 20. Jahrhundert hinein ein vorwiegend durch die Landwirtschaft (Ackerbau, Obstbau und Viehzucht) und die Forstwirtschaft geprägtes Dorf. Heute gibt es einige Betriebe des lokalen Kleingewerbes, unter anderem in der Holzverarbeitung. In den letzten Jahrzehnten hat sich das Dorf zu einer Wohngemeinde gewandelt. Viele Erwerbstätige sind deshalb Wegpendler, die in den größeren Ortschaften der Umgebung ihrer Arbeit nachgehen.
Die Ortschaft ist verkehrstechnisch gut erschlossen. Sie liegt an der Hauptstraße D475, die von Dole via Pesmes nach Gray führt. Der nächste Anschluss an die Autobahn A36 befindet sich in einer Entfernung von ungefähr 19 km. Weitere Straßenverbindungen bestehen mit La Résie-Saint-Martin und Aubigney.